# De Statendam
De Statendam è un edificio situato a Rotterdam nei Paesi Bassi. L'edificio è stato costruito tra il 2007 e il 2009 ed è stato progettato da Hans Kollhoff; è alto 73 metri e ha 22 piani. L'edificio ospita 124 appartamenti.